# ATP de Kitzbühel
O ATP de Kitzbühel (também conhecido como Generali Open) é um torneio de tênis disputado anualmente em Kitzbühel, Áustria. O evento é parte dos ATP 250, e é disputado, desde 1971, em quadras de saibro. Em 2010, fez parte do ATP Challenger Tour, retornando ao ATP World Tour 250 no ano seguinte.

## Finais

### Simples
| Ano                           | Campeão                | Vice-campeão           | Resultado               |
| ----------------------------- | ---------------------- | ---------------------- | ----------------------- |
| 2024                          | Matteo Berrettini      | Hugo Gaston            | 7–5, 6–3                |
| 2023                          | Sebastián Báez         | Dominic Thiem          | 6–3, 6–1                |
| 2022                          | Roberto Bautista Agut  | Filip Misolic          | 6–2, 6–2                |
| 2021                          | Casper Ruud            | Pedro Martínez         | 6–1, 4–6, 6–3           |
| 2020                          | Miomir Kecmanović      | Yannick Hanfmann       | 6–4, 6–4                |
| 2019                          | Dominic Thiem          | Albert Ramos Viñolas   | 7–60, 6–1               |
| 2018                          | Martin Kližan          | Denis Istomin          | 6–2, 6–2                |
| 2017                          | Philipp Kohlschreiber  | João Sousa             | 6–3, 6–4                |
| 2016                          | Paolo Lorenzi          | Nikoloz Basilashvili   | 6–3, 6–4                |
| 2015                          | Philipp Kohlschreiber  | Paul-Henri Mathieu     | 2–6, 6–2, 6–2           |
| 2014                          | David Goffin           | Dominic Thiem          | 4–6, 6–1, 6–3           |
| 2013                          | Marcel Granollers      | Juan Mónaco            | 0–6, 7–63, 6–4          |
| 2012                          | Robin Haase            | Philipp Kohlschreiber  | 26–7, 6–3, 6–2          |
| 2011                          | Robin Haase            | Albert Montañés        | 6–4, 4–6, 6–1           |
| Torneio não realizado em 2010 |                        |                        |                         |
| 2009                          | Guillermo García-López | Julien Benneteau       | 3–6, 7–61, 6–3          |
| 2008                          | Juan Martin del Potro  | Jurgen Melzer          | 6–2, 6–1                |
| 2007                          | Juan Mónaco            | Potito Starace         | 5–7, 6–3, 6–4           |
| 2006                          | Agustin Calleri        | Juan Ignacio Chela     | 7–6, 6–2, 6–3           |
| 2005                          | Gastón Gaudio          | Fernando Verdasco      | 2–6, 6–2, 6–4, 6–4      |
| 2004                          | Nicolás Massú          | Gastón Gaudio          | 7–6, 6–4                |
| 2003                          | Guillermo Coria        | Nicolás Massú          | 6–1, 6–4, 6–2           |
| 2002                          | Àlex Corretja          | Juan Carlos Ferrero    | 6–4, 6–1, 6–3           |
| 2001                          | Nicolás Lapentti       | Albert Costa           | 1–6, 6–4, 7–5, 7–5      |
| 2000                          | Àlex Corretja          | Emilio Benfele Alvarez | 6–3, 6–1, 3–0, ab.      |
| 1999                          | Albert Costa           | Fernando Vicente       | 7–5, 6–2, 6–7, 7–6      |
| 1998                          | Albert Costa           | Andrea Gaudenzi        | 6–2, 1–6, 6–2, 3–6, 6–1 |
| 1997                          | Filip Dewulf           | Julián Alonso          | 7–6, 6–4, 6–1           |
| 1996                          | Alberto Berasategui    | Àlex Corretja          | 6–2, 6–4, 6–4           |
| 1995                          | Albert Costa           | Thomas Muster          | 4–6, 6–4, 7–6, 2–6, 6–4 |
| 1994                          | Goran Ivanišević       | Fabrice Santoro        | 6–2, 4–6, 4–6, 6–3, 6–2 |
| 1993                          | Thomas Muster          | Javier Sánchez         | 6–3, 7–5, 6–4           |
| 1992                          | Pete Sampras           | Alberto Mancini        | 6–3, 7–5, 6–3           |
| 1991                          | Karel Nováček          | Magnus Gustafsson      | 7–6, 7–6, 6–2           |
| 1990                          | Horacio de la Peña     | Karel Nováček          | 6–4, 7–6, 2–6, 6–2      |
| 1989                          | Emilio Sánchez         | Martín Jaite           | 7–6, 6–1, 2–6, 6–2      |
| 1988                          | Kent Carlsson          | Emilio Sánchez         | 6–1, 6–1, 4–6, 4–6, 6–3 |
| 1987                          | Emilio Sánchez         | Miloslav Mečíř         | 6–4, 6–1, 4–6, 6–1      |
| 1986                          | Miloslav Mečíř         | Andrés Gómez           | 6–4, 4–6, 6–1, 2–6, 6–3 |
| 1985                          | Pavel Složil           | Michael Westphal       | 7–5, 6–2                |
| 1984                          | José Higueras          | Víctor Pecci           | 7–5, 3–6, 6–1           |
| 1983                          | Guillermo Vilas        | Henri Leconte          | 7–6, 4–6, 6–4           |
| 1982                          | Guillermo Vilas        | Marcos Hocevar         | 7–6, 6–1                |
| 1981                          | John Fitzgerald        | Guillermo Vilas        | 3–6, 6–3, 7–5           |
| 1980                          | Guillermo Vilas        | Ivan Lendl             | 6–3, 6–2, 6–2           |
| 1979                          | Vitas Gerulaitis       | Pavel Složil           | 6–2, 6–2, 6–4           |
| 1978                          | Chris Lewis            | Vladimir Zednik        | 6–1, 6–4, 6–0           |
| 1977                          | Guillermo Vilas        | Jan Kodeš              | 5–7, 6–2, 4–6, 6–3, 6–2 |
| 1976                          | Manuel Orantes         | Jan Kodeš              | 7–6, 6–2, 7–6           |
| 1975                          | Adriano Panatta        | Jan Kodeš              | 2–6, 6–2, 7–5, 6–4      |
| 1974                          | Balázs Taróczy         | Onny Parun             | 6–1, 6–4, 6–4           |
| 1973                          | Manuel Orantes         | Raúl Ramírez           | Não disputada           |
| 1972                          | Colin Dibley           | Dick Crealy            | 6–1, 6–3, 6–4           |

### Duplas
| Ano                           | Campeões                            | Vice-campeões                             | Resultado          |
| ----------------------------- | ----------------------------------- | ----------------------------------------- | ------------------ |
| 2024                          | Alexander Erler Andreas Mies        | Constantin Frantzen Hendrik Jebens        | 6–3, 3–6, [10–6]   |
| 2023                          | Alexander Erler Lucas Miedler       | Gonzalo Escobar Aleksandr Nedovyesov      | 6–4, 6–4           |
| 2022                          | Pedro Martínez Lorenzo Sonego       | Tim Pütz Michael Venus                    | 5–7, 6–4, [10–8]   |
| 2021                          | Alexander Erler Lucas Miedler       | Roman Jebavý Matwé Middelkoop             | 7–5, 7–65          |
| 2020                          | Austin Krajicek Franko Škugor       | Marcel Granollers Horacio Zeballos        | 7–65, 7–5          |
| 2019                          | Philipp Oswald Filip Polášek        | Sander Gillé Joran Vliegen                | 6–4, 6–4           |
| 2018                          | Roman Jebavý Andrés Molteni         | Daniele Bracciali Federico Delbonis       | 6–2, 6–4           |
| 2017                          | Pablo Cuevas Guillermo Durán        | Hans Podlipnik-Castillo Andrei Vasilevski | 6–4, 4–6, [12–10]  |
| 2016                          | Wesley Koolhof Matwé Middelkoop     | Dennis Novak Dominic Thiem                | 2–6, 6–3, [11–9]   |
| 2015                          | Nicolás Almagro Carlos Berlocq      | Robin Haase Henri Kontinen                | 5–7, 6–3, [11–9]   |
| 2014                          | Henri Kontinen Jarkko Nieminen      | Daniele Bracciali Andrey Golubev          | 6–1, 6–4           |
| 2013                          | Martin Emmrich Christopher Kas      | František Čermák Lukáš Dlouhý             | 6–4, 6–3           |
| 2012                          | František Čermák Julian Knowle      | Dustin Brown Paul Hanley                  | 7–64, 3–6, [12–10] |
| 2011                          | Daniele Bracciali Santiago González | Franco Ferreiro André Sá                  | 7–61, 4–6, [11–9]  |
| Torneio não realizado em 2010 |                                     |                                           |                    |
| 2009                          | André Sá Marcelo Melo               | Andrei Pavel Horia Tecău                  | 76–7, 6–2, [10–7]  |
| 2008                          | James Cerretani Victor Hănescu      | Lucas Arnold Ker Olivier Rochus           | 6–3, 7–5           |
| 2007                          | Potito Starace Luis Horna           | Tomas Behrend Christopher Kas             | 7–64, 7–65         |
| 2006                          | Philipp Kohlschreiber Stefan Koubek | Oliver Marach Cyril Suk                   | 6–2, 6–3           |
| 2005                          | Andrei Pavel Leoš Friedl            | Christophe Rochus Olivier Rochus          | 6–2, 56–7, 6–0     |
| 2004                          | Leoš Friedl František Čermák        | Lucas Arnold Ker Martín Alberto García    | 6–3, 7–5           |
| 2003                          | Martin Damm Cyril Suk               | Jürgen Melzer Alexander Peya              | 6–4, 6–4           |
| 2002                          | Robbie Koenig Thomas Shimada        | Lucas Arnold Ker Àlex Corretja            | 7–63, 6–4          |
| 2001                          | Àlex Corretja Luis Lobo             | Simon Aspelin Andrew Kratzmann            | 6–1, 6–4           |
| 2000                          | Pablo Albano Cyril Suk              | Joshua Eagle Andrew Florent               | 6–3, 3–6, 6–3      |
| 1999                          | Chris Haggard Peter Nyborg          | Álex Calatrava Dušan Vemić                | 6–3, 46–7, 7–64    |
| 1998                          | Tom Kempers Daniel Orsanic          | Joshua Eagle Andrew Kratzmann             | 6–3, 6–4           |
| 1997                          | Wayne Arthurs Richard Fromberg      | Thomas Buchmayer Thomas Strengberger      | 6–4, 6–3           |
| 1996                          | Libor Pimek Byron Talbot            | David Adams Menno Oosting                 | 7–65, 6–3          |
| 1995                          | Francisco Montana Greg Van Emburgh  | Jordi Arrese Wayne Arthurs                | 6–7, 6–3, 7–6      |